# Éverton (football, 1988)
Pour les articles homonymes, voir Everton et Ewerthon.
Éverton Cardoso da Silva dit Éverton, né le 11 décembre 1988 à Nortelândia (Mato Grosso, Brésil), est un footballeur brésilien qui évolue au poste d'attaquant au São Paulo FC.

## Biographie
Everton Cardoso joue au Brésil, au Mexique et en Corée du Sud.
Il joue plus de 250 matchs en première division brésilienne et participe à plusieurs reprises à la Copa Libertadores et à la Copa Sudamericana. 
Il atteint la finale de la Copa Sudamericana en 2017 avec l'équipe de Flamengo, en étant battu par le CA Independiente.

## Palmarès
- Finaliste de la Copa Sudamericana en 2017 avec Flamengo
- Champion du Brésil en 2009 avec Flamengo
- Vainqueur de la Coupe du Brésil en 2017 avec Flamengo
- Finaliste de la Coupe du Brésil en 2013 avec l'Atlético Paranaense
- Vainqueur du Campeonato Carioca en 2009, 2014 et 2017 avec Flamengo